# Sallins
Na Solláin (in irlandese) o Sallins (forma anglicizzata) è una cittadina nella contea di Kildare, in Irlanda.